# Datong
Datong is een stad en een prefectuur in het noorden van de noordelijke provincie Shanxi, Volksrepubliek China. De stad zelf telt 1.809.505 inwoners (2020) en de hele prefectuur 3.105.591 inwoners.
Datong ligt op ongeveer 300 kilometer ten westen van Peking op een hoogte van ongeveer 1200 meter aan de rivier de Yu (zijrivier van de Sanggan) en heeft een oppervlakte van 14.176 km².
Door Datong loopt de nationale weg G109.

## Geschiedenis
De stad werd rond 200 v.Chr. gesticht als Píngchéng (平城) tijdens de Han-dynastie in de buurt van een doorgangsroute door de Chinese Muur en bereikte een grote bloei in de periode erop, toen het een rustplaats werd voor kameelkaravanen van China naar Binnen-Mongolië en verder. Tegen het einde van de Oostelijke Han-dynastie (rond 220) werd de stad geplunderd. De stad vormde van 398 tot 494 de hoofdstad van het noordelijke Koninkrijk Wei. In de nadagen van dit rijk werden tussen 460 en 494 de Grotten van Yungang aangelegd (nu UNESCO-werelderfgoed).
In 1048 werd de naam veranderd naar Datong ("grote eenheid"). Aan het einde van de Ming-dynastie (1649) werd de stad opnieuw geplunderd en verwoest, maar in 1652 werd ze herbouwd.

## Economie
De stad is vooral gericht op de kolenmijnbouw en heeft een grote locomotieffabriek, waar tot in de late jaren 70 stoomlocomotieven werden gebouwd.

## Bestuurlijke indeling
Datong bestaat uit vier stadsdistricten en zeven gewone districten:
- stadsdistrict Cheng (城区), het "binnenstad-district", 46 km², ca. 580.000 inwoners;
- stadsdistrict Kuang (矿区), het "mijnen-district", 62 km², ca. 440.000 inwoners;
- stadsdistrict Nanjiao (南郊区), de "zuid-voorstad", 966 km², ca. 280.000 inwoners;
- stadsdistrict Xinrong (新荣区), 1.006 km², ca. 110.000 inwoners;
- district Yanggao (阳高县), 1.678 km², ca. 290.000 inwoners;
- district Tianzhen (天镇县), 1.635 km², ca. 210.000 inwoners;
- district Guangling (广灵县), 1.283 km², ca. 180.000 inwoners;
- district Lingqiu (灵丘县), 2.720 km², ca. 230.000 inwoners;
- district Hunyuan (浑源县), 1.965 km², ca. 350.000 inwoners;
- district Zuoyun (左云县), 1.314 km², ca. 140.000 inwoners;
- district Datong (大同县), 1.501 km², ca. 170.000 inwoners.

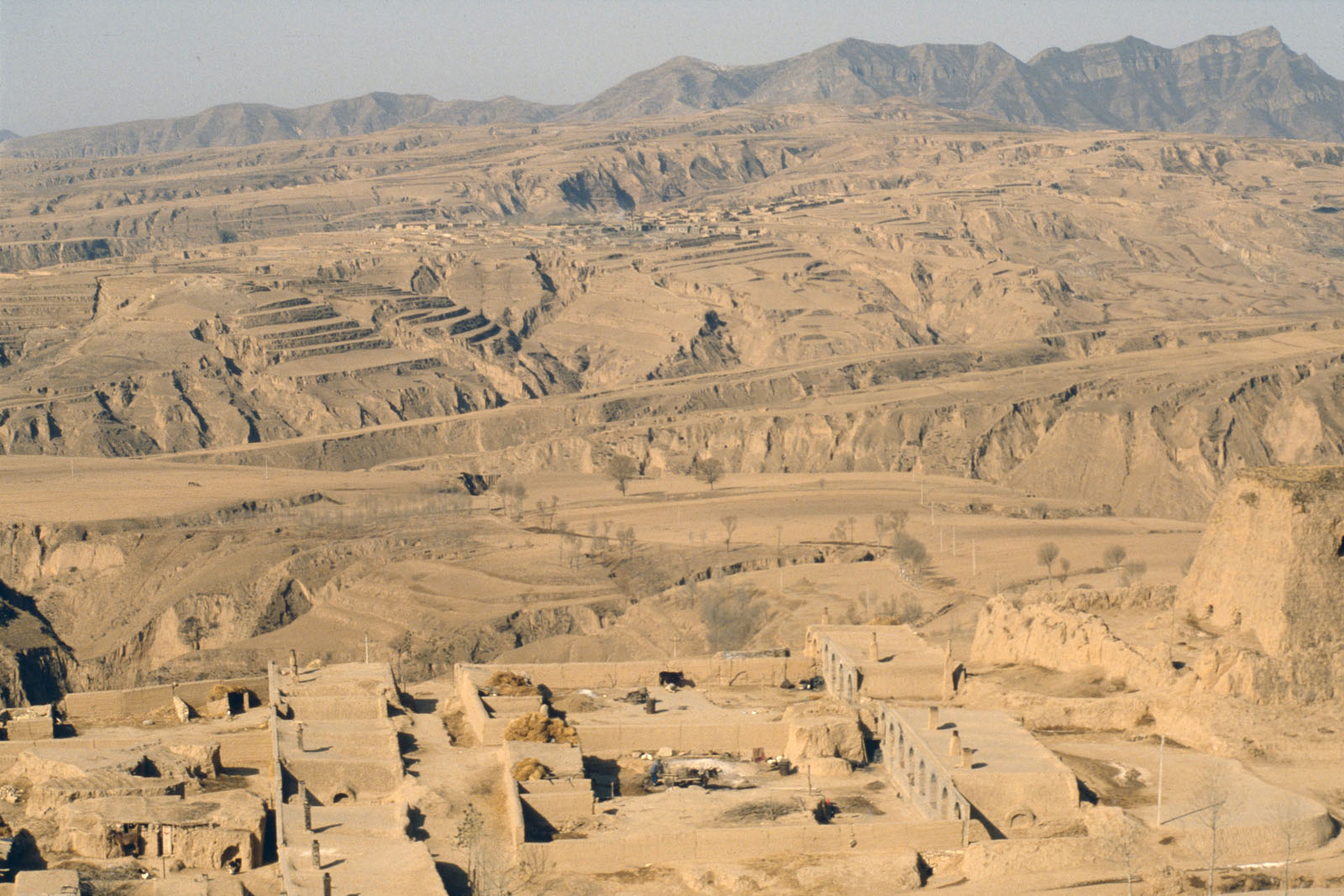
Lösslandschap nabij Hunyuan

## Bezienswaardigheden
De Grotten van Yungang zijn een verzameling lage grotten op 16 kilometer ten westen van Datong, waar zich ruim 50.000 uitgesneden beelden en standbeelden van boeddha's en bodhisattva's bevinden, variërend van 4 centimeter tot 7 meter hoog. De meeste van deze iconen zijn ongeveer 1000 jaar oud.
In de stad zelf bevinden zich een aantal historische elementen, zoals het oudste Negen-Drakenscherm van China, het Huayan-klooster en het Shanhua-klooster, welke dateren uit de perioden van de Tang en de Ming dynastie. In de 21e eeuw zijn de stadsmuren en de vele poorten grotendeels nieuw nagebouwd, evenals het paleis. Veel bebouwing in de binnenstad is of wordt grotendeels afgebroken en wordt in oude stijl opnieuw opgebouwd. Bij de Chinese Muur bevindt zich het fort Jumenbu. Ver buiten de stad bevindt zich het Hangende Klooster, dat werd gebouwd in een rots nabij de berg Heng. Het Hangende Klooster dateert uit de periode van de Noordelijke Wei-dynastie (386-534).

## Partnersteden
- Bury (Verenigd Koninkrijk)